# Arppe
Arppe är en finländsk adelsätt från Åbo.
Stamfader var rektorn för Helsingfors universitet och professorn, kanslirådet Adolf Edvard Arppe (1818–1894) vilken adlades 1863. Hans son, häradsskrivaren Hugo Eberhard Arppe, dog 9 februari 1915.